# Fita Lovin
Fita Lovin (Rumania, 14 de enero de 1951) es una atleta rumana retirada, especializada en la prueba de 800 m en la que llegó a ser medallista de bronce olímpica en 1984.

## Carrera deportiva
En los JJ. OO. de Los Ángeles 1984 ganó la medalla de bronce en los 800 metros, con un tiempo de 1:58.83 segundos, llegando a meta tras su compatriota Doina Melinte y la estadounidense Kim Gallagher.